# Mount McIntosh
Der Mount McIntosh ist ein rund 2600 m hoher Berg auf der antarktischen Ross-Insel. Er ragt im westlichen Teil der Kyle Hills am Nordwestende der Lofty Promenade und 2,5 km östlich des Gipfels des Mount Terror auf. Markant ist der Berg durch diagonale Bänder aus Eis und Fels an der Nordflanke.
Das Advisory Committee on Antarctic Names benannte ihn im Jahr 2000 auf Vorschlag des neuseeländischen Geochemikers Philip Raymond Kyle nach dem US-amerikanischen Geologen William C. McIntosh, der wie Kyle am New Mexico Institute of Mines and Technology in Socorro tätig ist und mit diesem zwischen 1977 und 1999 an 15 Feldforschungskampagnen des United States Antarctic Program insbesondere zu Untersuchungen am Mount Erebus teilnahm.